# سيلفيا جيميناني
سيلفيا جيميناني (ولدت في 2 سبتمبر 1972 في بيتراسانتا) هي رياضية من إيطاليا، تتنافس في السباق الثلاثي.
شاركت جيميناني في أول سباق ثلاثي أولمبي في دورة الألعاب الأولمبية الصيفية لعام 2000 واحتلت المركز العشرين بزمن إجمالي قدره 2:05:21.26
في دورة الألعاب الأولمبية الصيفية لعام 2004، نافست جيميناني مرة أخرى. كان توقيتها 2:08:56.94 أكسبها المركز الحادي والعشرين.